# VIII Congresso panrusso dei Soviet
L'VIII Congresso panrusso dei Soviet dei deputati degli operai, dei contadini, dell'Armata Rossa e dei cosacchi si tenne a Mosca tra il 22 e il 29 dicembre 1920. Nel corso del Congresso, Gleb Kržižanovskij presentò il suo rapporto sul piano GOELRO. Si trattò del primo piano economico incentrato sull'elettrificazione dell'industria russa. Lenin criticò "Il ruolo e i compiti dei sindacati" di Trockij al successivo incontro preliminare dei delegati bolscevichi.